# Международен фестивал на червенокръстките и здравни филми
Международният фестивал на червенокръстките и здравни филми е филмов фестивал от категория А, създаден през 1965 г. и провеждан всеки 2 години във Варна.
Мотото на филмовия фестивал от самото му създаване е „Чрез хуманизъм към мир и приятелство“.

## История
Филмовият фестивал съществува от 1965 г. и се провежда редовно до 1991 г. Възобновен е през 2014 г., като има ретроспективен характер. От 1965 до 1971 г. фестивалът представлява международен преглед на червенокръстки и здравни филми. Участват 53 филма от 16 страни. От 1973 г. получава категория А, най-високата категория фестивали. От 2015 г. фестивалът отново е със състезателен характер. Провежда се между 28 септември и 3 октомври. Негови партньори са Министерство на културата, Българска национална телевизия, Националният филмов център, Националната филмотека, „София филм фест“, „Филмаутор“. Организатори са Български Червен кръст, федерацията на Червения кръст и Червения полумесец, Световната здравна организация и ЮНЕСКО.

## Категории
През 2015 г. във филмовия фестивал участват 150 филма от 16 страни, които са разпределени в четири категории:
- филми на Червения кръст и на Червения полумесец, отразяващи дейността на националните организации на Червения кръст и Червения полумесец по целия свят
- късометражни филми от областта на медицината, здравеопазването, екологията, миграцията, човешките права
- пълнометражни филми с обща хуманна насоченост
- телевизионни програми